# Ludmiła Dymczenko
Ludmiła Wiaczesławowna Dymczenko (ros. Людмила Вячеславовна Дымченко, ur. 3 marca 1977 w Moskwie) – rosyjska narciarka dowolna. Najlepszy wynik na mistrzostwach świata osiągnęła podczas mistrzostw w Ruka, gdzie zajęła 4. miejsce w jeździe po muldach podwójnych. Jej najlepszym wynikiem olimpijskim jest 12. miejsce w jeździe po muldach na igrzyskach olimpijskich w Lillehammer. Najlepsze wyniki w Pucharze Świata osiągnęła w sezonie 1994/1995, kiedy to zajęła 16. miejsce w klasyfikacji generalnej, a w klasyfikacji jazdy po muldach była piąta.
W 2007 r. zakończyła karierę.

## Sukcesy

### Igrzyska olimpijskie
| Miejsce | Dzień     | Rok  | Miejscowość    | Konkurencja      | Zwycięzca            |
| ------- | --------- | ---- | -------------- | ---------------- | -------------------- |
| 12.     | 12 lutego | 1994 | Lillehammer    | Jazda po muldach | Stine Lise Hattestad |
| 15.     | 11 lutego | 1998 | Nagano         | Jazda po muldach | Tae Satoya           |
| 23.     | 9 lutego  | 2002 | Salt Lake City | Jazda po muldach | Kari Traa            |
| 21.     | 11 lutego | 2006 | Turyn          | Jazda po muldach | Jennifer Heil        |

### Mistrzostwa Świata
| Miejsce | Dzień       | Rok  | Miejscowość          | Konkurencja      | Zwycięzca            |
| ------- | ----------- | ---- | -------------------- | ---------------- | -------------------- |
| 23.     | 13 marca    | 1993 | Altenmarkt           | Jazda po muldach | Stine Lise Hattestad |
| 7.      | 18 lutego   | 1995 | La Clusaz            | Jazda po muldach | Candice Gilg         |
| 10.     | 8 lutego    | 1997 | Iizuna               | Jazda po muldach | Candice Gilg         |
| 19.     | 19 stycznia | 2001 | Whistler             | Jazda po muldach | Kari Traa            |
| 17.     | 21 stycznia | 2001 | Whistler             | Muldy podwójne   | Kari Traa            |
| 10.     | 19 marca    | 2005 | Ruka                 | Jazda po muldach | Hannah Kearney       |
| 4.      | 20 marca    | 2005 | Ruka                 | Muldy podwójne   | Jennifer Heil        |
| 26.     | 9 marca     | 2007 | Madonna di Campiglio | Jazda po muldach | Kristi Richards      |
| 16.     | 10 marca    | 2007 | Madonna di Campiglio | Muldy podwójne   | Jennifer Heil        |

### Puchar Świata

#### Miejsca w klasyfikacji generalnej
- 1992/1993 – 79.
- 1993/1994 – 29.
- 1994/1995 – 16.
- 1995/1996 – 25.
- 1996/1997 – 38.
- 1997/1998 – 51.
- 1998/1999 – 49.
- 2000/2001 – 44.
- 2001/2002 – -
- 2003/2004 – 43.
- 2004/2005 – 39.
- 2005/2006 – 67.
- 2006/2007 – 50.

#### Miejsca na podium
1. Breckenridge – 15 stycznia 1994 (Jazda po muldach) – 2. miejsce
2. Altenmarkt – 4 marca 1994 (Jazda po muldach) – 1. miejsce
3. Altenmarkt – 4 marca 1994 (Jazda po muldach) – 1. miejsce
4. Hasliberg – 12 marca 1994 (Jazda po muldach) – 2. miejsce
5. Le Relais – 21 stycznia 1995 (Jazda po muldach) – 1. miejsce
6. Lake Placid – 27 stycznia 1995 (Jazda po muldach) – 3. miejsce
7. Lake Placid – 27 stycznia 1995 (Jazda po muldach) – 2. miejsce
8. Kirchberg – 22 lutego 1995 (Jazda po muldach) – 2. miejsce
9. Lillehammer – 5 marca 1995 (Jazda po muldach) – 3. miejsce
10. Lillehammer – 5 marca 1995 (Jazda po muldach) – 1. miejsce
11. Hundfjället – 9 marca 1995 (Jazda po muldach) – 2. miejsce
12. Hundfjället – 9 marca 1995 (Jazda po muldach) – 1. miejsce
13. Tignes – 11 grudnia 1995 (Muldy podwójne) – 1. miejsce
14. Hasliberg – 23 marca 1996 (Jazda po muldach) – 3. miejsce
15. Steamboat Springs – 14 grudnia 2001 (Jazda po muldach) – 2. miejsce
16. Madarao – 9 marca 2002 (Muldy podwójne) – 3. miejsce

- W sumie 6 zwycięstw, 6 drugich i 4 trzecie miejsca.